# María Sarmiento
María Sarmiento (? – 1496) fue una noble española que defendió el castillo de Toro en la Guerra de Sucesión Castellana y tomó partido por la infanta Juana «la Beltraneja».

## Biografía
Sarmiento fue hija de María de Mendoza y de Pedro Ruiz Sarmiento, I conde de Salinas y repostero mayor de Juan II. Se casó con Juan de Ulloa, señor de Villalonso, y tuvo al menos cuatro hijos: Diego, II señor de Villalonso, Alonso, Martín y Francisca. Junto a su marido fundó el mayorazgo de Villalonso y erigió el castillo del mismo nombre, que jugó un papel importante tanto en la Guerra de Sucesión Castellana como en la Guerra de las Comunidades de Castilla.
Durante la Guerra de Sucesión, Juan de Ulloa y su esposa tomaron partido por Juana y su prometido Alfonso V de Portugal. Juan de Ulloa era alcaide de la fortaleza de Toro, y tras la entrada de las tropas de Isabel en esa ciudad, se le dio por muerto y su viuda, María Sarmiento, siguió defendiendo el castillo durante un mes. Entregó la fortaleza el 19 de octubre de 1476, cuando consiguió para ella y para sus hijos el perdón real, así como la permanencia en la familia del castillo de Villalonso, que era defendido por su yerno, el conde de Marialba, Francisco de Coutiño, así como todos sus bienes privados, aunque tuvo que entregar algunas otras plazas, entre ellas Tiedra y Mota del Marqués.

## En la literatura
La figura de Sarmiento aparece en oposición a la que fue su principal rival, y que entró a formar parte de la leyenda zamorana, Antona García. formando ambas parte de las leyendas populares en torno al asalto y defensa de la ciudad. El escritor Tirso de Molina, en la obra que dedicó a la segunda, Antona García, da a la pareja de doña María y don Juan, un protagonismo parecido en la defensa de la ciudad de Toro. A doña María, frente a la heroína popular Antona, se la presenta como una "mujer despiadada". 

Por su parte, Luis Astrana Martín, en un número extraordinario dedicado a las mujeres en la revista Blanco y Negro (1936) la incluye dentro de lo que llama el trío de varonas, heroínas en los campos de batalla: Antona García, María Sarmiento y Agustina de Aragón. Astrana Marín no pone en duda del valor de Sarmiento frente a la aparente cobardía de su esposo del que dice:
brava mujer del gallina Juan de Ulloa, el vendido de Valdega / gallina, del que se cantaba: Juan de Ulloa el Trasquilado / vete al Val de la gallina / verás cómo pica el cardo.